# Centro Federale di Educazione Tecnologica di Minas Gerais

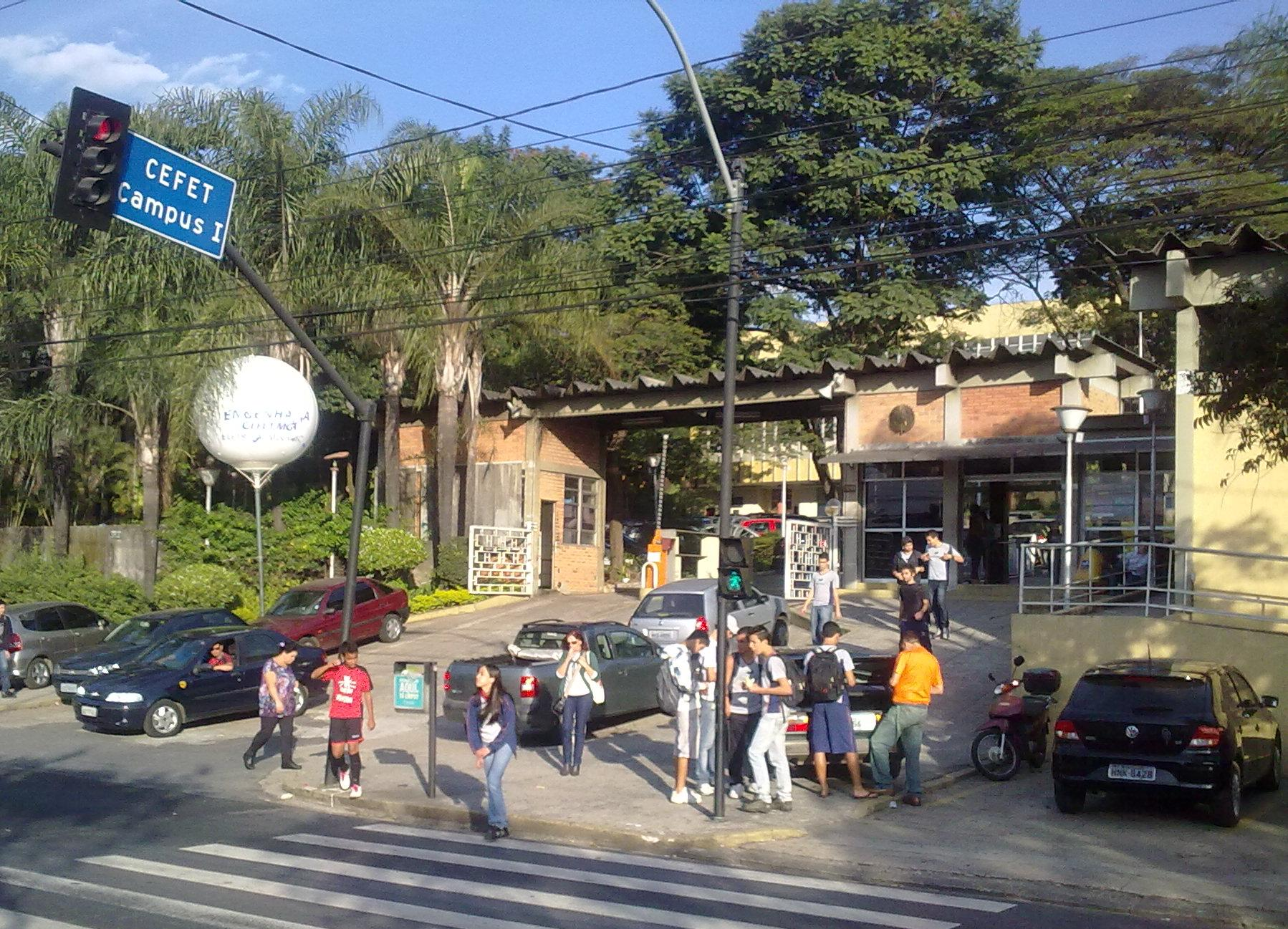
Campus Cefet-MG I

Il Centro Federal de Educação Tecnológica de Minas Gerais (centro federale di educazione tecnologica di Minas Gerais, CEFET-MG) è un centro educativo situato nel Minas Gerais, Brasile.

## Struttura
Il campus I, II e VI sono collocati nell'avenida Amazonas, a Belo Horizonte, mentre altri campus decentrati sono situati nelle città di Araxá, Contagem, Curvelo, Divinópolis, Leopoldina, Nepomuceno, Timóteo e Varginha.